# Streek (Drenthe)
Streek is een buurtschap in de gemeente Aa en Hunze, in de Nederlandse provincie Drenthe. De buurtschap was tot 1998 een onderdeel van de gemeente Gieten.
Streek ligt ten oostelijk verlengde van Gieterveen, aan de gelijknamige weg. Van oorsprong heette die weg de Boerendijk maar werd in de tweede helft van de twintigste eeuw hernoemd. De dijk loopt van oorsprong aan beide zijden van de waterloop De Beek. Het zuidelijke deel, dat gevormd wordt door de buurtschap Bovenstreek is de straatnaam wel nog Boerendijk. Streek wordt niet altijd meer als een zelfstandige buurtschap gezien.
Drenthe: Steden en dorpen      Nederland: Provincies · Gemeenten